# Nina Chtanski
Nina Viktorova Chtanski (Нина Викторовна Штански en russe ; née le 10 avril 1977 à Tiraspol) est une femme politique transnistrienne, ministre des Affaires étrangères à partir du 24 janvier 2012. Elle cumule ce poste avec celui de vice-Première ministre chargée de la coopération internationale à partir du 6 novembre 2012. Elle en démissionne le 14 septembre 2015 pour épouser l'ancien président transnistrien Evgueni Chevchuk avec lequel elle a un enfant quelques mois plus tard. En 2012, elle est fonctionnaire du service extérieur de la république de Transnistrie avec le rang d'ambassadeur extraordinaire et plénipotentiaire.

## Biographie
Nina Shtanski est née le 10 avril 1977 à Tiraspol, RSS de Moldavie. Elle obtient un diplôme de droit de l'université d'état de Transnistrie Shevchenko. Elle mentionne être d'ascendance polonaise. Le 24 décembre 2012, elle soutient une thèse en sciences politiques intitulée « Problème du conflit Transnitrie/Moldavie: aspects internationaux».
De 2002 à 2009, elle travaille au Conseil suprême de la république de Transnistrie dans les postes suivants :
- Spécialiste de premier plan du Conseil suprême de la PMR ;
- Assistante du président du Conseil suprême ;
- Conseillère politique du président du Conseil suprême.

Elle s'implique dans certaines activités sociales et éducatives de 2009 à 2011 et conseille Evgeny Shevchuk qui est à ce moment député du Conseil suprême de Transnistrie et président du mouvement social « Renaissance ». Elle enseigne à l’Institut d’histoire, d’administration publique et de droit de l’université d’État de Transnistrie Shevchenko Tiraspol et interuniversitaire.
Le 30 décembre 2011, après l'investiture d'Evgueni Shevchuk en tant que président de la Transnistrie, elle est nommée comme représentante spéciale du président dans le processus de négociation et d'interaction avec les missions diplomatiques et les organisations internationales.
Le 24 janvier 2012, elle est nommée ministre des Affaires étrangères de la république de Transnistrie (non-reconnue).
Le 6 novembre 2012, par décret du président de la Transnistrie, Eugène Chevtchouk, elle est nommée vice-Première ministre pour la coopération internationale, tout en conservant le poste de ministre des Affaires étrangères de la RMP.
Elle exprime son soutien à l’annexion de la Crimée par la fédération de Russie en 2014 et demande à la Russie de faire de même avec la Transnistrie.
Elle est membre du Conseil de sécurité de la présidence de Transnistrie. Nina Chtanski renonce à son poste gouvernemental en septembre 2015 lorsqu'elle épouse Evgueni Chevtchouk, président de la Transnistrie.
De 2016 à 2018, elle est vice-rectrice pour la coopération internationale de l'université d'État de Transnistrie Shevchenko.
Depuis décembre 2018, elle est professeure associée à la Faculté des relations internationales et des études politiques de l'Institut de gestion du Nord-Ouest de l'Académie présidentielle russe de l'économie nationale et d'administration publique (RANEPA).